# محمود سر الختم
محمود سر الختم (توفي 16 أغسطس 2024)، هو سياسي سوداني، شغل منصب وزير التربية والتعليم، تولى منصب الوزير في يناير 2022. وكان أحد أعضاء الحكومة المؤقتة في السودان.

## وفاته
تعود تفاصيل وفاة محمود سر الختم، وزير التربية والتعليم السوداني، عندما تلقت الأجهزة الأمنية بالجيزة (مصر) بلاغا من إدارة الفندق، يفيد بوفاة أحد الأشخاص -سوداني الجنسية-، وعلى الفور انتقلت الأجهزة الأمنية وبالفحص تبين وفاة محمود سر الختم، وزير التربية والتعليم السوداني، داخل أحد الفندق بالجيزة، وبالفحص تبين أنه تعرض لأزمة صحية أسفرت عن وفاته، وتم تحرير محضر بالواقعة وتولت جهات التحقيق التحقيقات.